# U.S.U.R.A.
U.S.U.R.A. var en italiensk eurodance/trancegrupp, som bildades 1991 av Time Records ägare Giacomo Maiolini och musikproducenterna Walter Cremonini och Alessandro Gilardi. De var aktiva fram till 1998.
Gruppen är mest känd för låten Open Your Mind, som samplar dels ett citat ut filmen Total Recall (1990), dels Simple Minds låt New Gold Dream (1982). Den nådde sjunde plats på UK Singles Chart.

## Diskografi

### Album
- 1993 – Open Your Mind

### Singlar
- 1992 – Open Your Mind
- 1993 – Sweat
- 1993 – Tear It Up
- 1994 – Drive Me Crazy
- 1995 – Infinity
- 1995 – The Spaceman
- 1996 – Flying High
- 1996 – In the Bush
- 1997 – Open Your Mind '97
- 1998 – Trance Emotions